# 阮淑媛
阮淑媛（5世纪—？），中国南北朝南朝齐武帝萧赜的妃嫔，被封为淑媛。
阮淑媛在南朝宋泰豫元年（472年）生萧赜第七子江陵县公萧子懋。萧子懋很孝顺，七岁时，阮淑媛病重，请僧道。有人献莲花供佛，众僧以铜罂（一种盛贮器）盛水渍其茎，欲其开花不萎。萧子懋流涕礼佛：“若使阿姨（萧子懋是庶出，故称生母为阿姨）因此和胜，愿诸佛令此花不萎。”七日斋戒完毕，花更鲜红，罂中稍有根须，当世称赞是萧子懋之孝感所致。齐武帝登基后，萧子懋被封为晋安王。
南朝齐永明三年（485年），阮淑媛生萧赜第十八子萧子峻，被封为广汉王。
齐武帝的堂弟萧鸾专权，杀死鄱阳王萧锵、随郡王萧子隆。江州刺史萧子懋闻讯想要起兵赴难，阮太妃当时在建康，萧子懋派遣人送书信意欲迎接，阮太妃告知其母兄于瑶之，于瑶之却向萧鸾告变，于瑶之兄长中兵参军于琳之更亲自率军杀害萧子懋。萧鸾篡位称齐明帝后，又于永泰元年（498年）杀永阳王萧子峻。